# Heliconius bicoloratus
Heliconius bicoloratus är en fjärilsart som beskrevs av Butler 1873. Heliconius bicoloratus ingår i släktet Heliconius och familjen praktfjärilar. Inga underarter finns listade i Catalogue of Life.